# Коасати (народ)
Коасати, Coushatta, Koasati — индейское племя, проживающее в основном на территории штата Луизиана. Большинство индейцев-коасати проживают в приходе Аллен в резервации Коушатта, к северу от города Элтон. Кроме того, небольшое количество коасати живёт:
- в резервации Алабама-Коушатта близ города Ливингстон в штате Техас вместе с племенем алабама;
- в племенном городе Алабама-Квассарте (Alabama-Quassarte Tribal Town) в Брэндоне, штат Техас.

В недавно образованном Лезервудском музее (Leatherwood Museum) в городе Оукдейл, Луизиана, одна из экспозиций посвящена племени коасати.

## История
Традиционно племя коасати занималось земледелием, выращивало кукурузу и другие пищевые злаки, а также разбавляло свой рацион дичью. Также племя было известно высокими навыками плетения корзин. В XX веке они начали культивировать рис и разводить раков на фермах, принадлежащих их племени.
Входившее ранее в состав Крикской конфедерации, коасати затем отделились от криков и переселились в Южную Луизиану, где они обитают и поныне.
Почти все испанские экспедиции (в том числе экспедиция Эрнандо де Сото 1539—1543 годов) в глубину Флориды сообщали о существовании города коасати, которых они называли «Coste», а в числе ближайших соседей упоминали племена чиаха, чиска, ючи, таскики и тали. Город находился, по-видимому, в долине Теннеси.
В 17-18 веках часть индейцев коасати вошла в состав возникающей Крикской конфедерации, где они стали известны под названием «верхние крики» (верхние маскоги). Считается, что племя коасати находилось в близком родстве с племенем алабама. Под давлением европейских поселенцев коасати были вынуждены переселиться на запад.
В 1990 году племя коасати оказалось вовлечено в скандал, вызванный деятельностью бизнесмена по имени Джек Абрамофф. Коасати воспользовались его содействием для организации игорного бизнеса, однако Абрамофф существенно завышал тарифы на свои услуги, а в одном случае даже тайно лоббировал конкурентов с тем, чтобы набить себе цену перед коасати. Абрамофф был приговорён к тюремному заключению.

## Язык
На языке коасати, относящемся к маскогской семье, до настоящего времени (начало XXI в.) говорят около 400 человек, однако лишь немногие молодые люди изучают этот язык.

## Киноискусство
- Rediscovering America: The Legends and Legacy of Our Past, part 2: Indians Among Us (1992). Produced and directed by Jonathan Donald; written by Roger Kennedy. Discovery Communications, Inc.